# Dondaicha-Warwade
Dondaicha-Warwade é uma cidade  no distrito de Dhule, no estado indiano de Maharashtra.

## Demografia
Segundo o censo de 2001, Dondaicha-Warwade tinha uma população de 42 393 habitantes. Os indivíduos do sexo masculino constituem 52% da população e os do sexo feminino 48%. Dondaicha-Warwade tem uma taxa de literacia de 71%, superior à média nacional de 59,5%: a literacia no sexo masculino é de 77% e no sexo feminino é de 65%. Em Dondaicha-Warwade, 14% da população está abaixo dos seis anos de idade.